# Nicholls Town
Nicholls Town  este o așezare situată în partea de nord a insulei Andros, componentă a arhipelagului Bahamas. 